# 305-mm-Eisenbahnhaubitze Mk V
Die 305-mm-Eisenbahnhaubitze Mk V (auch BL 12-inch railway howitzer) war ein britisches Eisenbahngeschütz des Ersten Weltkrieges.

## Geschichte
Während des Ersten Weltkriegs suchten alle beteiligten Mächte nach Wegen, den festgefahrenen Stellungskrieg mit immer größeren artilleristischen Kalibern für sich zu entscheiden. Fast überall bestand die einzige Möglichkeit der Verbringung solcher immer größeren Geschütze darin, die Lafette auf großen Eisenbahnwaggons unterzubringen. In einigen Ländern, beispielsweise im kaiserlichen Deutschland, wurden mit Geschützen wie der Dicken Bertha auch radlafettierte Geschütze gebaut.
Die britische Firma Vickers stellte die Eisenbahnhaubitze Mk I vor. Das britische Heeresamt lehnte die Waffe jedoch wegen zu geringer Mobilität und Reichweite ab. Weitere Entwicklungen führten zu Mk V. Dieses Geschütz kam schließlich auch in Frankreich zum Einsatz.

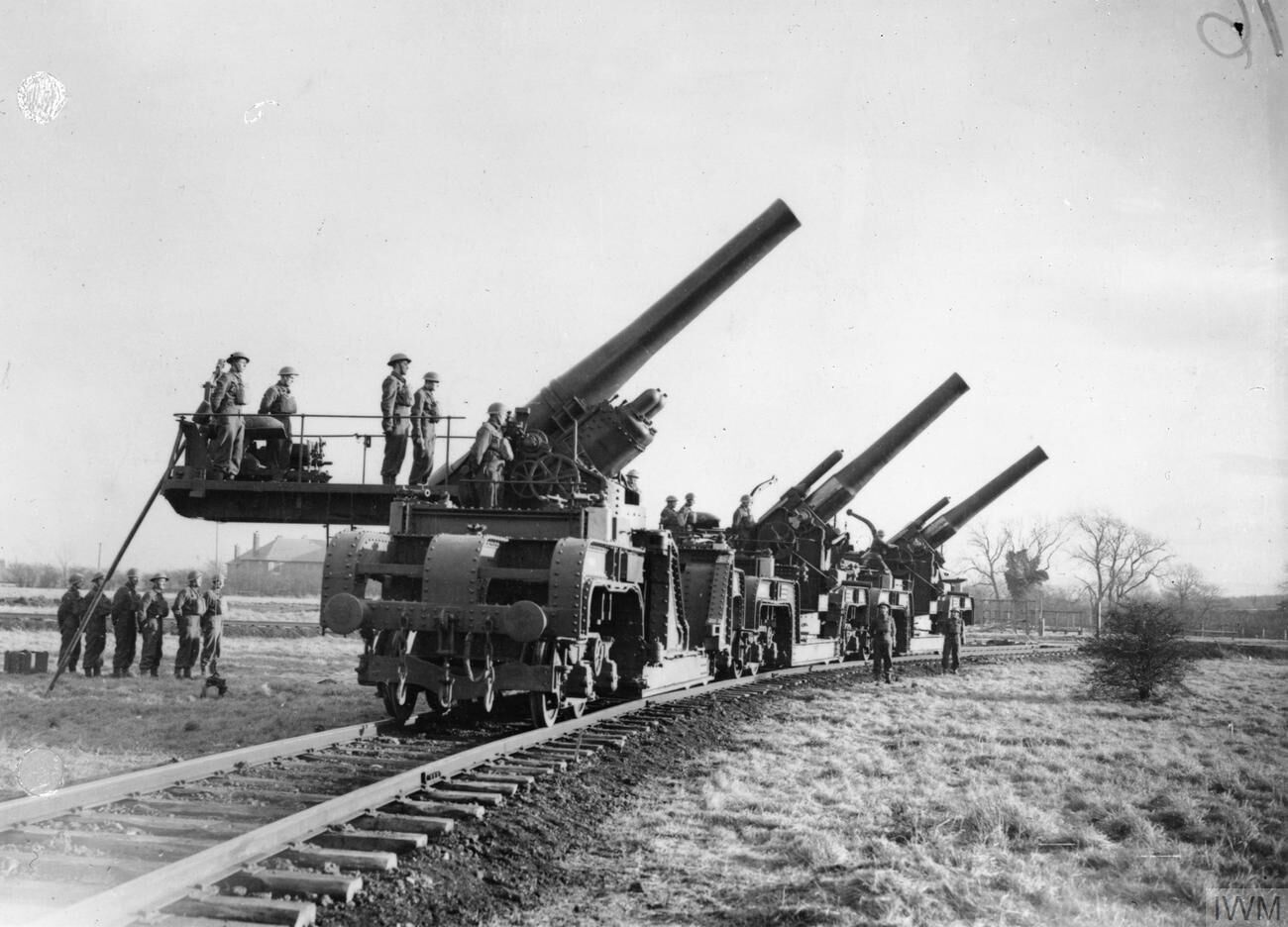
England, 1940

Noch 1939 waren einige Mk V im Dienst der britischen Armee zur Abwehr einer möglichen Invasion der deutschen Wehrmacht an der Kanalküste stationiert.

## Technik
Anders als andere Eisenbahngeschütze besaß die Mk V einen Seitenrichtbereich von 240°. Deshalb war die Anlage eines aufwändigen Gleissystems nicht nötig. Allerdings war der Höhenrichtbereich für eine Haubitze etwas eingeschränkt. Es sollten lediglich +20° erreicht werden, da ansonsten die Gefahr bestand, dass die Lafette aus dem Gleisbett sprang, obwohl der Maximalbereich bei 0° bis +45° lag.
Die Lafette bestand aus zwei Trägerwagen mit je zwei Achsen. Diese trugen den eigentlichen Lafettenaufbau. Zum Feuern wurden Ausleger ausgefahren, die dem Aufbau zusätzliche Stabilität verleihen sollten.

## Technische Daten
- Kaliber: 305 mm
- Rohrlänge: 5,71 m
- Gesamtlänge: 12,20 m
- Gefechtsgewicht: 77.170 kg
- Höhenrichtbereich: 0° bis +45°
- Seitenrichtbereich: 240°
- Munitionstyp/Munitionsgewicht: Splitter-Spreng-Geschoss, 340 kg
- Mündungsgeschwindigkeit: 448 m/s
- Höchstschussweite: 13.120 m